# Castello Pallavicino (Varano de’ Melegari)
Das Castello Pallavicino, auch Castello di Varano genannt, ist eine Festung in Varano de’ Melegari in der italienischen Region Emilia-Romagna. Sie liegt auf dem Nordhang des Ceno-Tals.

## Geschichte
Der Fluss Ceno war vom 6. bis zum 8. Jahrhundert in militärischer Hinsicht strategisch bedeutend, da er die Grenzlinie zwischen den Gebieten von Parma und Piacenza bildete. Es ist also sicher anzunehmen, dass es bereits damals Befestigungen zur Bewachung des Wasserlaufs und der Straßen gab, die die Po-Ebene mit dem heutigen Ligurien und der heutigen Toskana verbanden.
Die erste Quelle, in der die Existenz der ursprünglichen Verteidigungsfestung von Varano de’ Melegari erwähnt ist, ist die Cronaca Pallavicina von 1087; dort ist erwähnt, dass die Anlage Uberto Pallavicino, einem Nachkommen des Reichsvikars von Kaiser Otto II., Markgraf Adalbert von Baden, gehörte.
1208 ließ die Stadt Parma die Burg wiederaufbauen, und zwar auf den Resten der vorhergehenden Festung aus dem 11. Jahrhundert.
1249 belehnte Friedrich II. den Markgrafen Oberto II. Pallavicino mit Varano.
1297 zerstörte die Stadt Parma, Widersacher der ghibellinischen Pallavicini, die Burg und verfügte, nie wieder irgendeine Festung in Varano zu errichten.
Um 1400 ließen die Pallavicini die Burg wieder aufbauen. Während der Kämpfe zwischen den Rossis und den Terzis um die Kontrolle einiger strategisch bedeutender Orte in der Ebene von Parma nahm Ottobuono Terzi die Burg ein und übergab sie den Viscontis. Letztere ließen wahrscheinlich die Burg umbauen, die vor allen Dingen außen durch den Anbau neuer Wehranlagen und Türme, die den damaligen kriegerischen Bedürfnissen besser entsprachen, grundlegend verändert wurde.
1431 belehnte der Herzog Filippo Maria Visconti den Markgrafen Rolando Pallavicino mit der Festung. 1441 intrigierte Niccolò Piccinino beim Visconti gegen den Pallavicino, sodass der Mailänder Herzog ihn beauftragte, den Stato Pallavicino anzugreifen. Rolando Pallavicino wurde in die Flucht geschlagen und alle seine Lehen durch den Herzog konfisziert. Letzterer ließ 1442 Annibale I. Bentivoglio in die Gefängnisse der Burg von Varano de’ Melegari werfen, der aber am 6. Juni 1443 von Galeazzo Marescotti und weiteren vier Guelfen kühn befreit wurde. Nachdem Bentivoglio wieder nach Bologna gelangt war, führte er die siegreiche Revolte gegen Niccolò Piccinino an, der die Stadt für die Viscontis regierte.
In der Zwischenzeit versuchte Rolando Pallavicino mehrmals, sich wieder in den Besitz seiner Güter zu bringen, und 1445 bewies er dem Visconti seine Loyalität, der ihm dann  fast alle konfiszierten Gebiete zurückbegab, mit Ausnahme von Monticelli d’Ongina und einiger weiterer Lehen, die Piccinino bekommen hatte. 1452 baute der Markgraf die Burg von Varano um, was ihr ihr heutiges Aussehen verlieh. Nach seinem Tod 1457 erbte sein Sohn Nicolò das Lehen.
1480 fiel die Burg an die Sforzas. Herzog Gian Galeazzo Maria Sforza veräußerte sie jedoch umgehend an den Markgrafen Gianfrancesco I. Pallavicino aus Zibello.
1550 wurde die Festung von Banditen geplündert, die den Markgrafen Gianfrancesco I. Pallavicino umbrachten. Das Lehen fiel daraufhin an dessen Bruder Roberto. Im folgenden Jahr wurde die Burg im Zuge des Krieges von Parma besetzt. In diesem Krieg standen sich Herzog Ottavio Farnese, unterstützt vom König von Frankreich, Heinrich II., und Papst Julius III., der mit Ferrante I. Gonzaga, dem Gouverneur von Mailand des Kaisers Karl V., alliiert war, gegenüber. Am Ende des Konfliktes erhielt Pallavicino die Burg zurück.
1770 ließen die Pallavicini die Burg restaurieren, aber 1782 starb der letzte Markgraf Ercole Pallavicino, Erzpriester der Pieve in Pieve di Cusignano, wodurch der Varano-Zweig der Familie erlosch. All seine Güter erbten die Markgrafen Bergonzi, die die Feudalrechte bis zu ihrer Abschaffung in der napoleonischen Epoche 1805 behielten.
1828 kaufte die Adelsfamilie Grossardi die Burg; Anfang des 20. Jahrhunderts folgten ihnen die Levacher, die sie bis zum Tod ihres letzten Nachkommen bewohnten. Der Ingenieur Rolando Levacher ließ in den ersten Jahren des 20. Jahrhunderts an den Innenräumen eine Reihe von Veränderungen vornehmen, wobei er die Säle des Obergeschosses an die damaligen Bedürfnisse anpassen ließ.
1965 wurde die Festung an die Gebrüder Giuseppe und Ermanno Tanzi verkauft; 2001 erwarb sie die Gemeinde Varano de’ Melegari und öffnete sie dem Publikum.

## Beschreibung

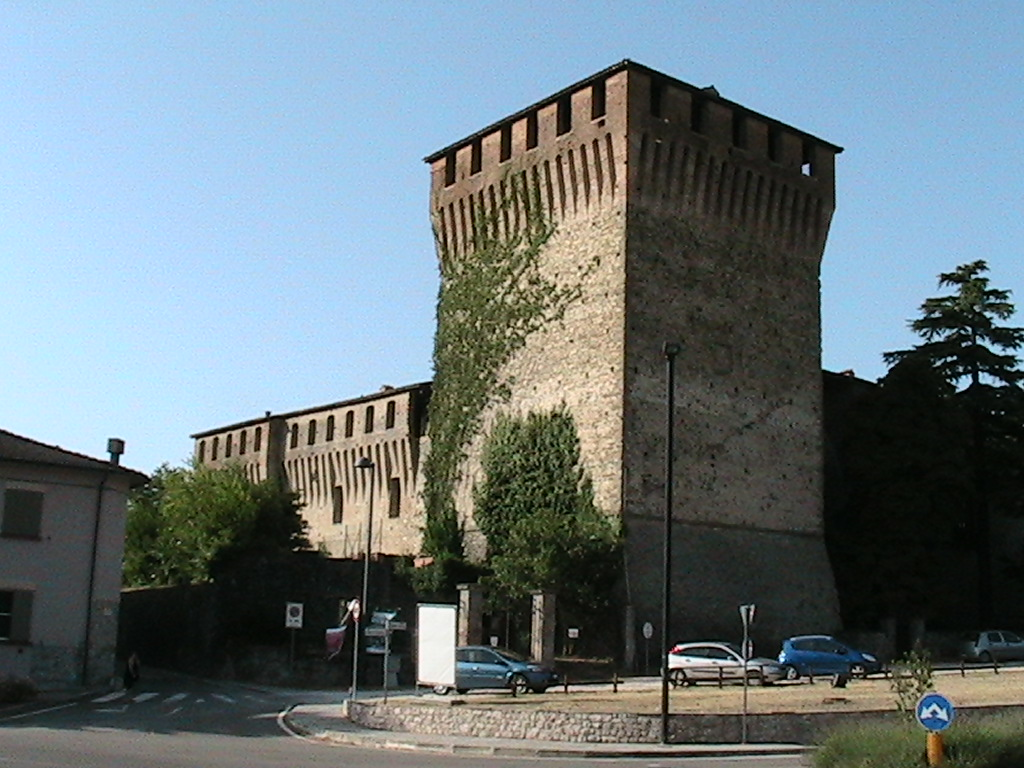
Bergfried

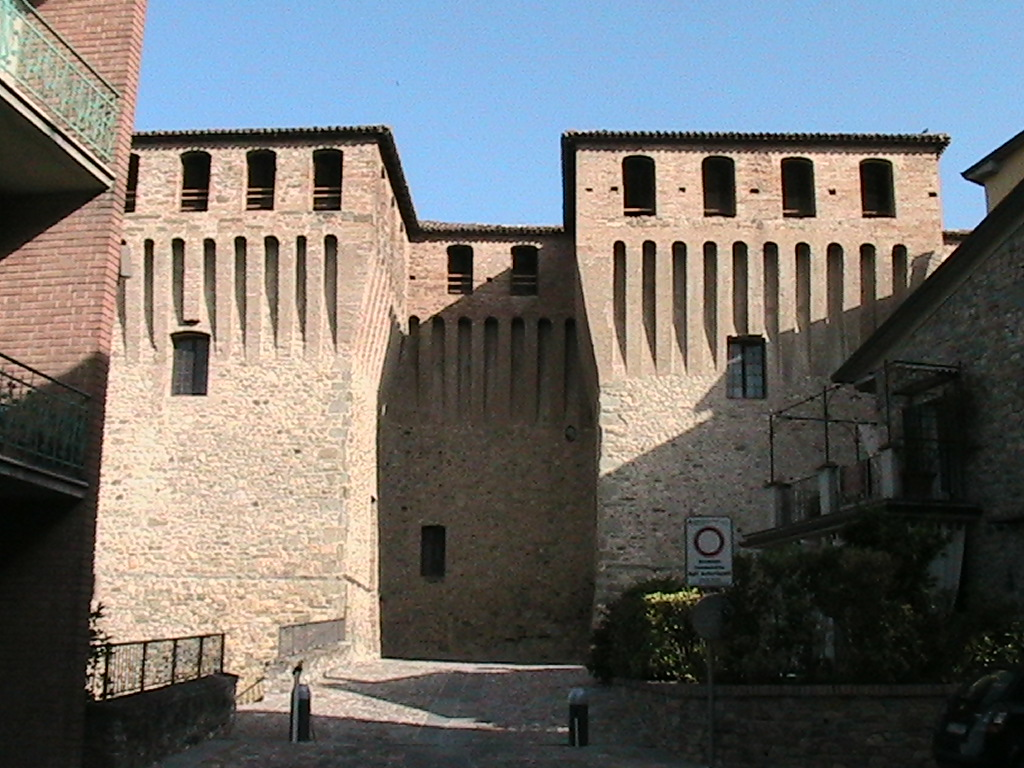
Türme neben dem Eingang

Die Burg erhebt sich auf einem Sandsteinmassiv im Zentrum der Gemeinde Varano de’ Melegari um einen quadratischen Innenhof in der Mitte.
Der älteste Teil ist der große Turm an der Nordecke des Komplexes, der ursprünglich die Funktion eines Bergfrieds innehatte und das neuralgische Herz der gesamten Festung darstellt. Ursprünglich war er mit dem Rest des Gebäudes durch eine Zugbrücke verbunden, die später durch eine gemauerte Brücke ersetzt wurde. Im Erdgeschoss liegen die alten Gefängnisse, in denen 1442 Annibale I. Bentivoglio eingesperrt war. Direkt damit verbunden ist der Saal im ersten Obergeschoss, der früher als Gerichtssaal diente. Im zweiten Obergeschoss liegt die Schlafkammer des Burgherrn, wogegen sich im obersten Stockwerk das Zimmer der Dienerschaft findet, das damals auch als Kornspeicher genutzt wurde. Ganz oben verläuft der Wehrgang, der höher liegt als der Rest des Gebäudes.

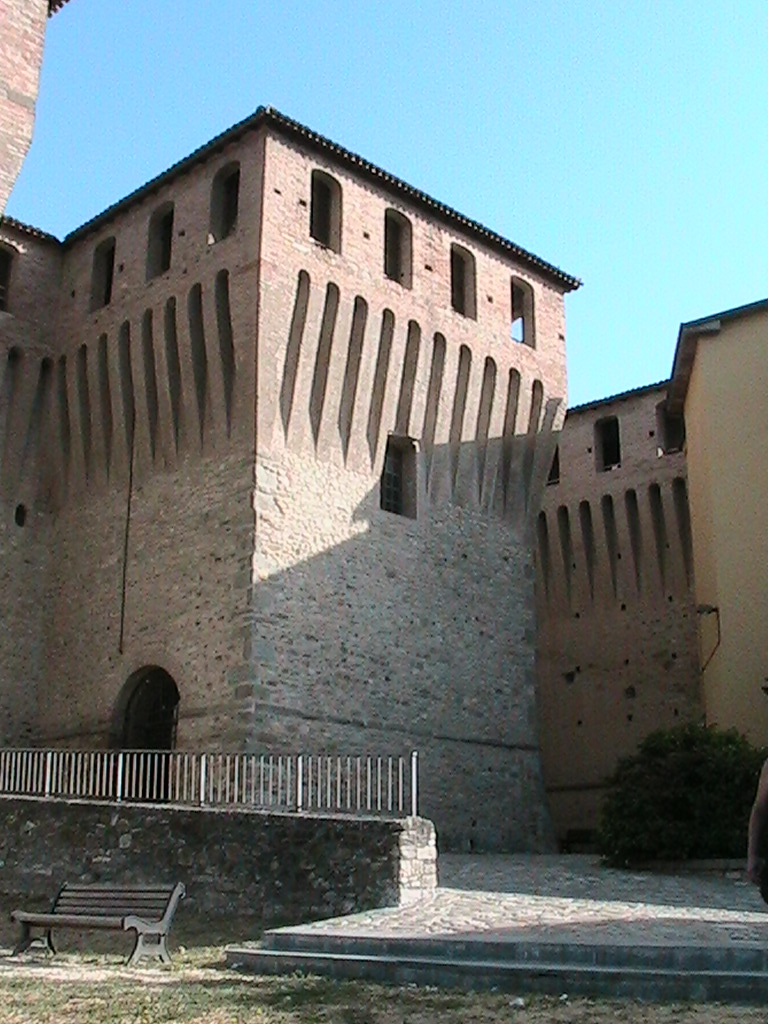
Eingangsturm

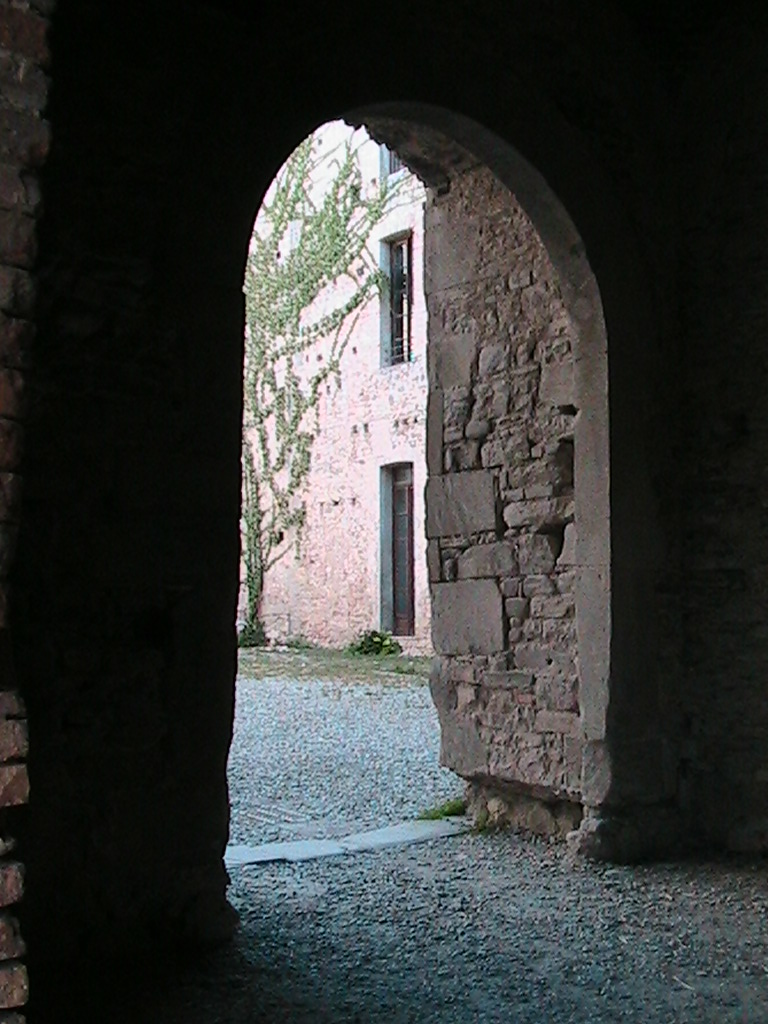
Eingang zum Innenhof

Heute ist der Bergfried von einem kleinen Garten umgeben, der ihn mit dem Innenhof verbindet. An den Ecken dieses Innenhofes sind noch die Öffnungen zu sehen, an denen früher der hölzerne Wehrgang mit beweglichen Leitern befestigt war, auf den zahlreiche Türen des ersten Obergeschosses führten; dieses war früher ohne jegliche Verbindung zum Erdgeschoss. Erst später wurde die große Treppe errichtet, die an der Innenseite des Bergfrieds hinaufführt.
Die Südostseite, die sich zur Siedlung hin öffnet, hat drei in Linie ausgerichtete Türme; der Eingang liegt auf einer Seite des mittleren Turms. Mit dieser Anordnung unterscheidet sich die Burg von allen anderen Festungen der Viscontis, deren Stil sich dagegen in den Eigenschaften des Wehrgangs und der Türme selbst zeigt.
An der Westecke schließlich gibt es keinen Turm, da sie direkt über den überhängenden Felsen liegt.

## Besichtigungen
Seit Anfang der 2000er-Jahre ist die Burg öffentlich zugänglich und Teil des Burgenkreises der Associazione dei Castelli del Ducato di Parma, Piacenza e Pontremoli.
Neben dem Innenhof sind auch die Räume des ersten Obergeschosses, der Salon, die Ehrentreppe, der Wehrgang, die Gefängnisse von Bentivoglio und die alten Küchen der Burg zu besichtigen.

## Gespenst
Wie viele Burgen soll auch die Burg von Varano de’ Melegari ein Gespenst beherbergen. Während einer spiritistischen Sitzung, die 2013 nach einigen experimentellen Messungen durchgeführt wurde, die einige Anomalien aufgezeigt hatte, soll ein Hellseher die Anwesenheit einer jungen Frau in einem weißen Kleid namens „Beatrice“ gespürt haben, die als Markgräfin Beatrice Pallavicino identifiziert worden sei, eine Frau, die auf mysteriöse Weise gestorben war, und zwar 1683 im Alter von 21 Jahren.